# 1994 في النرويج
فيما يلي قوائم الأحداث التي وقعت خلال عام 1994 في النرويج.

## أحداث
- 12 فبراير – الألعاب الأولمبية الشتوية 1994
- 28 نوفمبر – استفتاء عضوية النرويج في الاتحاد الأوروبي 1994

## سياسة

### انتهاء فترة المنصب
- 13 يناير – يوهان يورغن هولست وزير الخارجية في النرويج.

## مواليد

### مارس
- 5 مارس – كريستين فين لاعبة كرة يد نرويجية.
- 20 مارس – سيليه ويد لاعبة كرة يد نرويجية.

### أبريل
- 26 أبريل – غوران سوجارد يوهانسن لاعب كرة يد نرويجي.

### يوليو
- 4 يوليو – هانا بردال أوفتدال لاعبة كرة يد نرويجية.
- 16 يوليو – توربيورن بيرجيرود لاعب كرة يد نرويجي.

### ديسمبر
- 18 ديسمبر – فيلدي إنجستاد لاعبة كرة يد نرويجية.

### يناير
- 13 يناير – يوهان يورغن هولست (مواليد 1937) سياسي نرويجي.